# Fokker-Leimberger
Fokker-Leimberger — немецкий 12-ствольный авиационный пулемёт под патрон 7,92×57 мм. Имел скорострельность 7200 выстрелов в минуту (согласно описанию). Созданный в 1916 г., стал ранним примером пулемёта с внешним приводом блока стволов немецкого производства, предшественником M134 Minigun и других подобных. Оружие оставалось опытным образцом до конца Первой мировой войны и было сохранено  Антоном Фоккером как его личная собственность. Весьма вероятно, что он перевёз это оружие с прочими личными вещами в Соединенные Штаты до его смерти в 1939. Вероятно принадлежавший ему образец Fokker-Leimberger был обнаружен и оценён при создании M61 Vulcan.